# 石本秀一
石本 秀一（いしもと しゅういち、1897年11月1日 - 1982年11月10日）は、日本の野球指導者、プロ野球監督。広島県広島市段原東浦町出身。
中等野球黎明期からプロ野球黎明期、戦前、戦後と長きにわたり指導を続け、計プロ6球団の監督を務めるなど、プロアマを通じ日本野球史を代表する指導者の一人である。その門下から数多くの逸材が生れた。
また、広島カープ(広島東洋カープ)の初代監督を務め、広島球団史の礎を築いた"カープの父"。

## 経歴

### 現役時代
実家は段原骨董街で石妻組という土木請負業を経営していた。軍都だった広島の特需もあり、石本が生まれた頃は主に橋梁工事に携わる石妻組も景気がよかったが、昭和初期の金融恐慌もあり、後述する父の事故もあって土建屋をやめて銭湯を経営した。石本の風呂屋の隣が、石本の駄菓子屋、その隣が石本化粧品と親戚縁者がそれらを営んだ。段原尋常小学校（現広島市立段原小学校）時代からエースとして活躍し、進学した旧制広島商業学校では一年生でレギュラー、二年生でエースとなる。野球熱の盛んな広島で、二年でエースを張る石本は有名人だったという。投球と同時に「ストライク!」と大きな声で叫び、球審の判定を誘う強心臓ぶりで、今日では不正投球にあたる歯磨き粉をポケットから取り出し、滑り止めにボールに塗ったり、ルールブックを巡って解説したといわれる。1916年第2回、1917年第3回全国中等学校優勝野球大会（現全国高等学校野球選手権大会）連続出場。
腰本寿を崇拝していたことから、慶應義塾大学を受験し慶大の練習に参加していたが不合格。これが指導を受けていた早稲田大学野球部の耳に入り、「恩を忘れたのか」と責め立てられたため、東京から大阪に逃げ、1918年に旧制関西学院高等部商科に進む。しかし一年で中退。帰郷し、広島県呉市の呉海軍工廠砲熕部に勤務。最初の妻となった幼馴染の下岡サワヨと恋に落ち、これを父に猛反対され、当時、中国大陸の政策が盛んになったこともあり、サワヨを連れて駆け落ちし、1919年23歳のとき満洲に渡る。当時の満洲は大日本帝国の辺境ではあったが「運動王国の満洲」「日本のフィンランド」とも呼ばれ、スポーツの世界では先進地域であった。大連の三井物産庶務部に勤務しながら、三井の野球部と日本の企業が集まって結成した大連実業団で野球を続けた。大連での初試合初登板は1919年9月、本土から遠征して来た慶應義塾体育会野球部。因縁の相手に6番を打って先発のマウンドにも上がったが、既に肩を壊しており、全盛期のスピードはなく、ひょろーと投げ込む球に慶応ベンチから「大したことないのー」とヤジられた。しかし得意のアウトドロップ（アウドロ）を駆使して慶応打線を手玉にとり、3対1で勝利した。慶応ナインは悔しさのあまり遼東のホテルで涙したといわれる。しかし二回戦以降は順応し、石本を打ち崩した。1921年、大連商業の監督に就任し、第7回全国中等学校優勝野球大会に同チームを初出場させ、本大会でベスト4に導く。中国大陸からの甲子園（当時は鳴尾球場）に出場した最初の監督になった。1923年、第9回大会にも同チームを出場させた。この年、三井のチーム解散に伴い、後のキャリアの原点とも言うべき、広島県人会チームを結成している。1931年の第16回関東州野球大会に出場した広島商業出身者を中心にした広島倶楽部はこの後継チームと見られる。当時広島出身の野球人が多く渡満していた。父が建設現場で作業中にレールが背中に落ち、大怪我をしたこと等で、同年9月に帰国、大阪毎日新聞広島支局の記者となる。会社は広島市中心部の現在の紙屋町交差点の角にあった。支局員は5人で、野球以外のスポーツ全般、及び政治経済等も広く取材し、既に25歳でここで野球とは縁を切り、第二の人生を記者として送るつもりだった。サワヨとは離婚する。

### 広島商業学校
しかし低迷していた母校広島商業の試合を久しぶりに見た石本は、あまりの不甲斐なさに激怒。特に近県野球大会で愛媛の松山商業相手に気迫に欠けた戦いぶりで敗れ、ぶち切れたと言われる。自ら志願して26歳で監督に就任すると野球の鬼と化した石本は、練習が終わると誰も立ち上がれない程の超スパルタ式練習を課した。広島の中等野球の勢力地図も塗り変わり、憎っくき広島中学は弱体していたが、急速に台頭して来た広陵中学に1924年、第10回全国中等学校優勝野球大会山陽大会準決勝で1–0の僅差で勝利すると、決勝では山口中学に大勝し、甲子園に駒を進める。"東洋一の新球場"ともいわれた甲子園球場での初開催に備え、後年広島カープ結成披露式で自身も参加した甲子園球場と同様に大きな西練兵場跡（現在の広島県庁一帯）を借りて練習を積む。また長期の宿泊に備え、台野町の青年会館で合宿をさせた。アイデアマン石本は、野球に於ける技術指導はおろか、練習方法や体調管理等が確立されていない時代に、今日の観点から見ればナンセンスと見られるものもあるにせよ、独自の理論で実践を行った。こうして機動力またバントを駆使して取った1点を堅い守備で守り切る、そつの無い野球で1924年広島県勢、また近畿以西として、また実業学校として初優勝。及び「甲子園」初代王者。黎明期の中等野球は大エースありきの大味な野球だった。機動力野球の本格導入や、バントを駆使した戦術の数々は石本が思案の末、編み出したものともいわれる。1924年8月21日の凱旋は、広島駅から広島商業まで約1万人の市民が必勝祈願のしゃもじや、のぼり旗を振り上げて大歓迎し、広商の選手は一躍町の人気者になった。
石本は新聞記者との二足の草鞋で、原稿の締め切りに追われる毎日で監督業の兼任には無理があった。このため一旦監督を退く。やはり石本の退任とともにチームは弱体した。石本は1925年に再び満洲に戻り、大連実業団に復帰。この間に1926年の第3回選抜中等学校野球大会でライバル広陵中学が初優勝を飾ると、ここから広島商業に先んじて一気に黄金時代を築く。このため1928年に監督復帰。しかし一度崩壊したチームを立て直すのは容易でなく、「一気に全国優勝できるチームを作れまい」と考え、三年計画を立てる。一年目を基礎、二年目に試合経験を積ませて、三年目に優勝を狙うプランだった。この三年計画中に実践されたのが精神野球の一つとしてあまりも有名な日本刀の刃渡りで、1930年2月に居合の師範を招き、10日間に渡り精神訓話などの修行の後、石本をトップバッターに選手全員が実際に行った。こうして三年計画の3年を待たずに1929年、1930年、1931年と灰山元治、鶴岡一人らを率いて計4度の全国制覇を成し遂げた（1929・1930年は夏連覇、1930・1931年は史上初の夏春連覇）。春夏6回の全国大会出場で4度の全国制覇。4度の優勝は他に先駆けた偉業であった。「野球王国広島」の名を轟かせた石本の名前は全国に知れ渡った。試合前のノック時には必ず首から白いタオルをかけて汗を拭い「白手拭いの石本」は大正から昭和にかけての高校野球の名物だったといわれる。バントや機動力を駆使して相手の意表を突く「広商野球」で知られ、全国に名門古豪は数あれど、校名がそのまま野球スタイルになっているのは広島商だけであるとされる。その「広商野球」を築き上げたのが石本である。高校野球の世界では、わずか10年にも満たない石本の監督歴だが、後世に残した足跡は計り知れない。戦前の夏の甲子園、最高の監督との評価もされる。野球ライター落合初春は「日本刀の刃渡り」や「精神野球」「広商野球」といったフレーズは、新聞記者だった石本が考案したブランディングの先駆けではないかと論じている。1929年見合いで露香と再婚。
石本が務める大阪毎日新聞主催の選抜優勝校の特典だったアメリカ遠征のため1931年夏渡米（7月上旬～9月上旬）。弟子の稲垣人司は「広商があまりにも強く歯が立たないことから、夏の大会期間中はアメリカに行っておいてもらおう、と連盟が仕組んだ」と述べている。アメリカ遠征では本場の野球を学んだことも大きな成果であるが、長い船旅の間も選手の食事やコンディションなど細かく管理し、ピッチャーの将来を気にして肩を壊しているにも関わらず自身で数試合登板した。アメリカは移民で渡った広島県人が多いため（広島県人の移民）、各地で大歓迎を受けたが、7月21日のバンクーバー朝日戦は引き分け。8月9日にはカリフォルニア州メリスビルで、石本と同じ段原の出身の広島県人・銭村健一郎（一番打者として出場）と松本瀧藏が作った強敵フレスノ野球団に、9月1日にはカイザー田中も出場したハワイのワイアルア軍に灰山の好投で勝利した。11勝2敗3分けの好成績で全日程を終えた。
帰国後に広島商監督を退任。その後は新聞記者を続け、甲子園大会にも毎日の運動記者として鋭い戦評を書き、その名が知られていた。当時紀和大会で強豪ひしめく和歌山県勢の厚い壁に跳ね返され、一度も甲子園に出場したことのなかった奈良県の郡山中学（現・奈良県立郡山高等学校）の白井昇野球部長が、大阪の毎日新聞本社を通じて石本に監督就任を要請した。白井は広島師範学校時代に石本の指導を受けたことのある広島県人だった。こうして石本の指導を受けた郡山中学は1933年の第19回全国中等学校優勝野球大会紀和大会で、初めて和歌山勢（海南中学）を破り、奈良県勢として初めて甲子園に出場した。翌1934年には山口県の徳山商業（現・山口県立徳山商工高等学校）のコーチを務めた。

### 大阪
1936年、プロ野球開幕年大阪タイガースの二代目監督に就任すると、広島商業お家芸の“千本ノック”などの猛練習で、荒ぶる猛虎軍団を束ね1939年までの在任中、阪神初優勝を含む2度の優勝（いずれも東京巨人軍を年度優勝決定戦で下す）を果たす。タイガースを人気チームにして、タイガース第1期黄金時代を築き上げた。打倒巨人・打倒沢村を掲げて、爆発的な攻撃力をチームカラーとすることに成功し「ダイナマイト打線」を形成。プロ野球草創期、藤本定義率いる東京巨人軍との毎年の優勝争いが「伝統の一戦」の始まりである。「伝統の一戦」を確立させた功績は極めて大きい。親会社は打倒阪急を叫んでいた。石本の動くところ常に猛打あり優勝ありで、豪気、かつ小さなことにこだわらない男性的な性格、闘志剥き出しで選手を鍛え、相手チームに挑みかかる“猛虎”の最初のイメージは、石本によるところが大きいともいわれる。藤村富美男を本格的に打者に転向させ、戦後「ミスタータイガース」と呼ばれる土台を作った。藤村も闘志を表に出してプレーすることの大切さを教えられるなど、石本に少なからぬ影響を受けたという。スポーツニッポンで2011年11月～2012年1月に連載された「内田雅也の猛虎人国記」では、その第1回に広島県が取り上げられ、「阪神タイガースの人国記を始めるにあたって、冒頭に広島県を持ってきたのには理由がある。いわゆる“猛虎魂”を形作ったのは広島県出身の野球人だからである」と講じられ、藤村富美男、門前真佐人とともに"スパルタ訓練で“猛虎魂”の形作った"として石本を紹介している。竹中半平は1978年の著書『背番号への愛着』の中で、石本を「大タイガース育ての親」と評しており、一般的に反目しあったといわれる「景浦將の猛打も石本によって完成されたものであり、二点取られれば三点、四点取られれば五点奪い返す、見る人の反感をさえ唆る一番から九番までの穴のない打線も、石本の苦心の結晶であった。石本の烈々たる闘志は、その後長くタイガースの精神として残り、直接石本の息はかからずとも、その雰囲気の中から旺盛な戦闘意識が生れでた。戦後有名な阪神の"ダイナマイト打線"は、実は石本の残した大きな遺産であった」と論じている。デイリースポーツから出版された政岡基則著「猛虎の群像 そして星野」（2003年）では、阪神監督として歴史に名を残しているのは“鬼の石本秀一”、“猛虎魂のルーツ”といわれる松木謙治郎"、そして“名伯楽の藤本定義”の三人にしぼって間違いあるまい、と書いている。阪神監督として通算307試合、226勝78敗3引分け、勝率.743で、初就任時からの通算100勝到達131試合（28敗3分け）、200勝到達272試合（67敗5分け）は、いずれもプロ野球最短記録。1936年秋の「洲崎決戦」で、石本は球界初といわれる賞金制度を導入した。1937年11月に甲子園球場を会場に行われた現在のオールスターゲームの前身となる職業野球東西対抗戦第1回大会の西軍の監督を務める（東軍監督・藤本定義）。高校野球監督からプロ野球監督に転身した例は石本と田丸仁のみ。

### 大洋・西鉄軍
1939年、V3を逸した責任を取りタイガースを退団。翌1940年には初代岡田源三郎の後任として名古屋金鯱軍二代目監督に就任。「ワシはやはり貧乏性に生まれついているんだな。弱いチームをりっぱに育てたい」と意気込んだが、選手層が薄く大きく負け越しチームは解散、1941年に翼軍と日本プロ野球史初の対等合併で大洋軍を結成。石本は総監督となり元翼軍監督の苅田久徳との二頭体制となる。しかし、チーム内のゴタゴタで苅田が孤立したため1942年に監督に就任しチームを指揮。スライダーを教えたエース野口二郎の40勝もあり2位と健闘。同年5月24日の対名古屋戦で、トップリーグにおける空前絶後の世界最長試合・延長28回の指揮も執った。大洋軍総監督時代の1941年には「野球は体だけでするものじゃない。頭でするもんじゃ」と濃人と日本大学の夜間に通った。
翌1943年、チームは福岡の鉄道会社西日本鉄道に譲渡され西鉄軍となる（本拠地は九州だったが、当時はフランチャイズ制執行以前であったため、九州での試合はなかった）。そのまま監督を続け近藤貞雄を育てるなどしたが、8チーム中5位で終わりこのチームも同年解散した。戦況が悪化したこの年の末、広島に戻り、妻子を連れて妻の実家・高田郡有保村（現：安芸高田市向原町）に疎開し、保垣で農業に勤しむ。妻の実家久藤家は向原の有留で造り酒屋も営む地元の名士だった。しかし広島市内に残った父、母、弟、妹は原爆で亡くした。

### 国民野球連盟
戦後の1946年、新リーグ結成の動きがあり（のちの国民野球連盟）、同年秋に濃人が向原を訪れ、グリーンバーグなる新球団の監督要請を受ける。濃人は鯉城園というノンプロチームに属して再び野球をやっていた。戦後の混乱期で断ろうと思ったが、濃人や門前眞佐人らチームの大半が広島出身者だったため（力士も数人含まれていた）、やむなく受諾。広島で練習を積み広島を本拠地にするつもりだった。石本自ら声をかけ、九州遠征帰りの巨人と全広島、グリーンバーグが参加し、1946年12月14～15日の二日間、広島復興期成会主催、中国新聞社後援により、広島総合球場で総当たり戦が行われ、グリーンバーグは巨人の中尾輝三や近藤貞雄を打ち込み善戦（6–7）、原爆に打ちひしがれた広島の人々の心を和ませた。この試合を観戦した宇高勲は、国民野球連盟（国民リーグ）設立に自信をつけたといわれる。しかし翌1947年、グリーンバーグの親会社「日本産業自動車」が国税局の査察を受け操業を中止し経営が悪化。同年春、国民野球連盟の結成披露会が行われたが、東京までの汽車賃が工面できず上京出来なくなった。しかし責任感の強い石本は、何とか工面し丸2日かけて選手を連れて上京。顔じゅう煤だらけにしながら疲れも見せず、石本の毅然とした態度は出迎えの者を感激させたという。2日後の国民リーグのお披露目試合（千葉県銚子球場）には間に合った。この年夏の国民リーグ本格開始を前に、連盟内でチームとしての体裁を整えていたのはグリーンバーグと宇高レッドソックスだけだったため、この2チームでこの後夏まで全国巡業を行った。しかしグリーンバーグの経営がさらに悪化したため、解散だけは避けたい石本と主将・濃人は新たなスポンサーを探し回った。石本は何とか茨城県結城郡結城町の建設資材販売で儲けていた広商の後輩、土手潔を見つけてグリーンバーグは土手をオーナーとし、茨城県結城に本拠地をおく結城ブレーブスとして再スタートを切った。しかし国民リーグは、所属チームが4チームしかなく観客は徐々に減少。更に大食漢の選手の食費、給料が月に50万円（現在の物価に換算すると数千万円）かかり、親会社を倒産に追いこむ。また他チームも興行師の上がりの持ち逃げや、国税局の査察、またのちセ・リーグ会長になる鈴木龍二の二枚舌もあり国民リーグは1年で崩壊した。国民リーグ時代のドサ回り興行で得た経験は、広島カープの存続危機の回避に役立った。二番目の妻・露香は戦時中の無理がたたり、亡くなる。

### 金星、大陽
国民リーグでプレーした60余名の選手のうち、金星スターズに8名のみ引き取られ残りの選手は職を失った。1948年、石本もこのチームに移籍、選手過剰で結成された、金星リトル・スターズと名付けられた実質二軍チームの監督を引き受けた（後述）。ここで小林常夫らを育てた。
1リーグ最後の年1949年、大陽ロビンスの監督（8チーム中、最下位）。順天堂病院の看護婦長・モトメと再々婚。モトメと兵庫県西宮市に住んだため、以降は東広島市に家を建てるまで単身赴任となり、自宅には年に1回程度しか戻らなかった。

### 広島
翌1950年、郷土に広島カープが創設されると初代監督に就任。就任の経緯は広島カープ初代代表・河口豪に「郷里の球団で最後の花を咲かせたい」と石本の方から売り込みがあったためである。広島県民は"郷土の英雄"の監督就任を双手をあげて歓迎した。既に54歳「金はいらない。野球人生の最後を故郷広島の復興のために」と勇んで挑んだもの、開幕3か月前に選手が1人も決まっていない、と知らされる。スタッフは全員、野球はズブの素人のため、自らの人脈をフルに活用しての選手獲得を試みたが、2リーグ分裂による選手不足等あり、名前の通った選手は志を同じくした白石勝巳だけであった。しかしここからが石本の真骨頂といえる。今ではアウトな強引かつ無茶苦茶な選手集めを行う。手塩にかけた大陽の二軍選手をごっそり連れてこようとしたが、大陽・松竹の合併でオジャンとなり、数選手のみを譲り受け、広商の後輩、浜崎真二の好意で阪急から内藤幸三、武智修らをもらったが、武智は長谷川良平を執拗に虐めるなど、実際は問題選手の厄介払いであった。入団テストでは使えそうな若者がいると親に反対させぬよう監禁してハンコを押すまで帰さなかった。その中で初代エースとなる長谷川良平などを獲得した。1950年1月15日に西練兵場跡（現在の広島県庁一帯）で行われた有名なチーム結成披露式では、石本による選手紹介があったが、目玉の白石勝巳は当日不在で、辻井弘、武智修、岩本章、内藤幸三、磯田憲一の後は、広島市民が知らない選手ばかりで、石本の紹介は「え～、もう二年、三年すると活躍するでしょう」「彼は将来カープをしょって立つ…」「彼は努力を怠らない…」などの苦しい枕詞のオンパレードだったといわれる。広島カープ初代背番号30。
公式戦が始まると試合はともかく財政が火の車となり、練習は白石助監督に任せてここでも金策に奔走。市役所前で演説、後援会の結成、試合後、夜選手を連れて講演会をやって金を集めたり、カープグッズ第一号ともいわれるカープのロゴの入った「カープ鉛筆」を自ら作り、若手選手に「お前ら、これを売って来い」と年の瀬が押し寄せる夕暮時の広島市内中心部の本通商店街に露店を構えて、鉛筆を売らせたり、御馳走目的で開幕前に選手を連れて長谷部稔の地元矢野でカープの紅白戦をやったり、企業に協賛金のお願いに回った。当時はまだファンサービスという概念そのものが定着していなかった時代である。試合が始まると当時のカープの本拠地・広島総合球場の塀を乗り越えてタダ見するお客を見張った。選手側も給料の遅配は当然で生活が苦しく、キャバレーのステージに立って歌をうたい生活費を稼ぐ者もいたといわれる。初年度はプロ経験者は1人、あとは各地の鉄道局から寄せ集めた、ほぼノンプロの国鉄スワローズにも抜かれて最下位となった。なお、前年まで石本が指揮を執った松竹ロビンスは大量補強により、同年セ・リーグの記念すべき初代チャンピオンに輝いた（しかしこのチームは大洋ホエールズと合併したため現存しない）。1951年3月14日、NHKラジオが夜のニュースで「広島解散、大洋に吸収合併」と報じた。石本は後援会の結成を発案し、同年3月16日の中国新聞紙上で「いまこのカープをつぶせば日本に二度とこのような郷土チームの姿を見ることは出来ぬだろう、私も大いに頑張る、県民もこのさい大いに協力してカープを育ててほしい」と訴えた。この後も選手層が薄く好成績を残すことはなかったが、崩壊寸前の球団を立て直し、球団存続のために奔走した。自ら樽募金を行うなどこれらの逸話はNHK「プロジェクトX〜挑戦者たち〜」でも取り上げられた。「郷土の誇り」を前面に打ち出し、小額の後援会制度を考案。毎日のように宴席を回り、演説を打ち、地域球団の必要性と援助を訴えた。石本のこのような努力により、広島にカープ熱が生まれた。石本は「地域密着」の祖でもある。
1953年の小鶴誠や金山次郎ら、赤嶺派の広島入りも石本の情熱溢れる説得によるもの。この時、赤嶺昌志も広島球団代表として広島移籍を画策するが、これが中国新聞のスクープですっぱ抜かれると頓挫した。結果として選手が移籍しただけで終わったが、鈴木龍二が「石本君に赤嶺を代表にすることは絶対にいかんととめた。それで赤嶺君の広島代表はとまった」と話しており、中国新聞のスクープは石本からのリークだった可能性も一部では考察されている（赤嶺旋風）。この年で広島カープを退団。石本と後援会が力を持ち過ぎ、会社側重役の退陣を要求し、これを否定されたのが退任のきっかけ、広陵閥に負けたなどの説がある。

### 西鉄・中日
1953年晩夏、西鉄ライオンズの辣腕スカウト・中島国彦から西鉄投手陣の整備を懇願され、翌1954年に三原脩が監督の西鉄ライオンズで投手コーチとなる。1953年、西鉄はパリーグ4位で、強力打線は威力を発揮し、後に伝説となった野武士集団への骨格が形成されつつあったが、投手陣は転換期にあった。三原は投手の育成は得意でなかったため、重松通雄二軍監督が石本を推薦し、西鉄本社会長・野中春三と三原の話し合いで、投手陣の整備は石本に一任されることになった。河村久文・西村貞朗・若生忠男ら若返った投手陣を束ね西鉄初優勝に貢献。三原脩は「石本さんは投手コーチだけでなく、戦術、打撃、走塁などでも知識は豊富だった」と述懐した。同年秋には素人スカウトだった竹井潔に頼まれ稲尾和久をテスト。「足腰の強さは前代未聞」と獲得を進言した他、島原幸雄らを育てのちの西鉄黄金時代にも貢献。カープ時代の金策に駆け擦り回り、カープ球幹部との軋轢もあって、野球に打ち込むどころではなかった頃に比べて、西鉄時代は野球に専念でき、石本にとっては天国のような環境だった。石本のユーモラスな広島弁は博多弁と上手く絡み合い、ライオンズナインの心を和ませたといわれる。
1961年には、門下の濃人が中日の監督に就任すると、自身もヘッドコーチとして入団、権藤博の大車輪により、巨人と激烈な優勝争いを演じた。

### その後
1957年 - 1960年及び1963年には、NHKの野球解説者として活動。二塁のことを「セコンド」と言い、“セコンドの石本”と言われた。
その後は1966年に長谷川が監督に就任した広島で、68歳で再びヘッドコーチを務めた。大羽進、竜憲一、外木場義郎らを育てたほか、水谷実雄を野手に転向させ、当時68歳の老体を押して、衣笠祥雄ら若手の前でスライディングの実技指導をして見せた。遠征先やキャンプでは上田利治と同部屋だったという。カープのコーチを退いた後は中国放送で解説者を務めた。70歳を超えた石本は戦中・戦後に田舎でやった農業を懐かしみ、広商の教え子に相談。周りも大賛成し、広商出身で前垣壽三賀茂鶴酒造社長の尽力で、広島市内吉島の自宅を引き払い、縁のない賀茂郡西条町助実（現在の東広島市）に転居した。
1972年野球殿堂入り。
カープが中日・阪神と激烈な優勝争いを行った1975年は毎夜テレビの前で一喜一憂。優勝争い終盤の9月1日にデイリースポーツの取材に答え、「今年は宮本、大下とホプキンス、シェーンの二人の外人が入ったのが大きいの。こりゃ外部要因じゃが、内部じゃ山本浩二、衣笠、三村が安定した力を出しだした。それに外野をやる水谷もうまいの。もう少しようしようと思やぁキャッチャーじゃがね。西沢を出したのは惜しかった。もう一年したら上手なキャッチャーになったよ。阪神でうまいんは2、3人じゃ。やっぱり中日とカープの争いじゃ思う。このまま混戦が続くじゃろう。中日との争いになった場合、昨年優勝の実績があるけえ、あっちがちょっとええかもしれん。あと5試合になったときが勝負じゃ思う。きっとやってくれる思う。優勝したら"強いカープ"になれる」などと現役監督顔負けの読みの鋭さを見せた。
広島初優勝の時は初代監督として感無量だったという。中国放送は、優勝決定時のカープ育ての親である石本の表情を夕方6時30分からの全国ニュースに流さなくてはならないと、スポーツ部・報道部ほぼ総出で社を挙げての一大プロジェクトを組んだ。石本が広島市内在住ならさほど難しいミッションではなかったが、石本は当時自宅で病床に伏しており、石本の自宅は広島市から東へ30キロ離れた山の頂にあった。当日の試合開始は午後2時で、いつ終わるか、その日に決るか分からない状況にあったが、ヘリを導入する特別クルーを組み、午後5時18分の試合終了から素材を急いで運び、これを成功させた。広島の初優勝、初の日本一（1979年）、巨人以外ではリーグ初となる連続日本一（1980年）を見届けた後、1982年11月10日に86歳で没した。
合計プロ6球団の監督を務め、阪神以外の球団が弱小チームでしかも経営危機という、生涯苦労の連続であったが、非常に人望があり選手を育てるのがうまい、特に投手作りの名人・名将として知られた。これだけ幅広いジャンルで野球に関わり続け、しかも、中学野球とプロ野球の両方で監督として優勝した経験を持つ野球人は珍しい。自ら、そして門下を含めると日本野球史のほぼすべてに関与した。野球ライター落合初春は「野球界を代表する名物監督。二度と現れることのない傑物だろう」と石本を評している。

## 人物・逸話
- 日本刀の刃渡りがあまりにも有名だが[出典 89][注釈 16]、中学生に真剣の刃の上を歩かせるという衝撃的な練習は、当時の広島商の実力の根幹をなすものだとして喧伝された[出典 91]。このため精神野球重視の指導と思われがちだが、実際はこの人ほど対戦相手に対し研究・分析を徹底的にして、練習の時から取り組んでいた人はいない、と言われており、近代野球の基本を早くから実践していた[出典 92]。広島商業監督時代、最大のライバルである広陵中（現：広陵高校）の方が戦力は上でも、大事な試合では必ず広陵を倒した。
- 広陵出身の濃人渉は、子供のときから広陵の先輩に石本をカタキのようにいわれ、何の根拠もなく石本を毛嫌いしていた[69]。ところが、石本と一緒になると、自分の間違いだということに気づいた[69]。濃人は後に"日鉄二瀬"で濃人学校と呼ばれるほどのスパルタ教育を徹底し[69]、江藤愼一や古葉竹識などを育てたことでも知られるが[69]、「指導法は石本から教わったもの。石本式です。石本さんの野球です」と述べている[出典 93]。濃人に頼まれ、石本は年に一、二度、日鉄二瀬を指導した[69]。練習後のミーティングは夜中まで続く長いものだったという[69]。
- タイガースは1936年8月に、夏のシーズンの不手際を理由に初代監督の森茂雄を解任し、石本を二代目監督に据えた[出典 94]。電鉄本社は当初、成績の振るわない森の上に石本を総監督に置き、試合経験の乏しい中学出の選手を二、三年石本に鍛えてもらい、一人前になったら森にすべての指揮権を返したらよい、ぐらいに考えていた[105]。球団は、森の母校・早大の野球部OB界組織である稲門野球倶楽部に了解を求めたが、これに佐伯達夫らが反発、球団への不信感もあって森が退団し、自動的に石本の監督就任が決まった[105]。この時、佐伯も森の後任として名乗りを挙げたが、石本に敗れたために、それ以来プロ野球ぎらいになったといわれる[出典 95]。
- 東京六大学リーグ全盛の時代に、石本は関西学院大学出身だった。加えて早稲田大学出の前任者・森茂雄解任に対する同情が、タイガース内に石本への反目の空気を醸しだした[48]。特に大卒選手は石本を「たかが、中学野球の監督が！」と馬鹿にした[48]。悪口をあからさまに口に出す選手もいたが、豪気な石本はこのような風潮にも臆せず[53]。森時代に比べて遥かに厳しい練習、厳しいルールを選手たちに課した[48]。広商時代のスパルタ練習にさらに輪をかけた練習を課すので堪ったものではない[48]。選手は石本に対する反骨精神を滾らせ、やがてタイガース第1期黄金時代を築き上げた[出典 96]。
- 職業野球は発足したばかりで「野球なんぞで、メシを食うとは何事だ。遊び人のすることではないか」と囁かれ、大衆に認められる職業ではなかった[48]。また戦争への不安から「どうせ先はないんだから、好きな野球に賭けてひと時の幸せを謳歌すればいい」と試合が終わると遊郭や賭場に入り浸る選手も少なくなかった[48]。そのため石本のタイガーズ選手との初対面では性病の予防について講釈した[48]。
- 広島商業の監督時代から「野球に学歴はいらない。要は力のあるなしが問題だ。序列は力を基準にしてつける。力があれば過去の野球歴を無視して使っていく」という信念を一貫して抱き続けた[28]。創設間もない大阪タイガース時代には、一つのポジションを複数の選手で争わせれば、お互いが励みあって技術の向上が期待できると、この競争の原理をチームの柱にして、新しいチームづくりを行った[48]。
- タイガースが創設された1936年は、勿論広島カープが創設されていなかったこともあり、広島出身の野球人が多く集結した[出典 97]。初年度1936年は、監督・石本の他、藤村富美男、門前真佐人、小川年安、平桝敏男、岡田宗芳と、選手19人のうち、5人。2年目の1937年は、これに広田修三、塚本博睦、原一朗、上田正、奈良友夫が加わり（小川は1年で退団）、全26人中9人と出身県別で最多を数えた[53]。広島出身者なしではチームが結成できない程で[出典 98]、その後も石本、藤村、門前らの中学の後輩がタイガース入りした。さらに出目を広島に持つ若林忠志、田中義雄、堀尾文人も合わせると阪神創設期の主力は広島出身者、関係者が多かった。
- 速球投手対策に、他の投手をマウンド1歩手前から投げさせる練習は一般的に行われる練習だが、これを初めて行ったのは、リーグ創設2年目、1937年の阪神キャンプでの石本と言われる[出典 99][注釈 17]。前年、完璧にやられた沢村栄治を打倒すべく、この年2月の甲子園キャンプで、球場の門を閉め新聞記者をシャットアウトして秘密練習をした[110]。この時の石本の執念は凄まじく、寒い甲子園で速球の連投を課した若手有望投手を二人潰したという[57]。当時、春季キャンプという概念はなかったが、シーズンオフに選手が全員集まって練習をしたという点では、これが春季キャンプの原型とも言われる[110]。もっとも、この年の沢村は24勝4敗、防御率0.81でこの年から制定された“最高殊勲選手（MVP）”第1号になっており、阪神もノーヒットノーランを許すなど攻略出来たとは言えなかった。しかし年度優勝決定戦では、3度先発した沢村を打ち込み、初めて阪神の年度優勝のタイトルを手にしている。
- 沢村と対決した1937年の阪神の主力投手が、沢村の終生のライバルといわれた西村幸生であったが、前述のように1937年の年度優勝決定戦で西村の3勝がモノをいい打倒沢村、打倒巨人を果たした後、沢村が軍隊にとられ目標を失った為か、腕が落ちた西村は1939年には度々打ち込まれ、石本との鬱積した確執が表面化した（元々西村は練習嫌いの大酒飲みで、練習命の石本とはそりが合わなかった）[出典 100]。ノックアウトされベンチに戻ってきた西村に石本が「なんであんとな中学生みたいな球、あがいなとこに投げるんなら!（なぜあんな中学生みたいな緩い球を、あんな甘いコースに投げるんだ!）」と激怒[出典 101]。すると西村は「誰が中学生なら! 文句があるんやったらワレが投げんかい!（誰が中学生だ。文句があるんだったらあんたが投げろ!）」と反発[出典 102]。両者は険悪な空気となり、西村は夜ごと飲みに出て門限を破り、これを石本が注意したことに西村は逆襲を企てる[出典 103]。案の定、その夜門限を過ぎると監督の部屋から激しい振動が始まったため、主将・松木謙治郎と若林忠志が部屋に飛び込み、西村を押さえつけようとしたが馬乗りになっていたのは41歳の石本の方だった[出典 104]。しかし、一夜明けた翌日の巨人戦に石本は何食わぬ顔で西村を先発させた。西村も何食わぬ顔で先発し自責点1で完投勝利した[46]。西村自身はエースのプライドから、石本に「いけるか?」と言われれば「俺は監督が勝てと言うのなら必ず勝つ」と返事をして石本を感激させることもあったという[62]。西村はこのシーズン終了後、自主的に阪神を退団し、1945年にフィリピンで戦死している。
- 東京セネタースの主力選手だった苅田久徳は、自著に「セネタースが内紛でごたごたし始めた頃、タイガースの若林忠志から内々に入団歓誘を受けた。当時のタイガースは石本が監督のもと、びしびし若手を鍛え、チーム内に情熱がほとばしり、それが生き生きとした強さにもなっていた。プロ野球チームは、かくあるべし。そんな魅力がいっぱいだった」と記述している。当時は、現在のような野球協約もなく、球団の選手への拘束権も曖昧で、苅田は大いに心を動かされ「行こう」と若林だけに意思表示し、半金として5000円を受け取っていたという。しかし苅田はこの後、監督の横沢三郎に対する反抗勢力のリーダーに担ぎ上げられ、セネタースの選手兼任監督に昇格したため、タイガース入りは実現しなかった[113]。
- 戦前の大投手・野口二郎の著書『私の昭和激動の日々』にも石本の件が出ている[69]。1942年秋に明治大学から中上英雄（藤本英雄）が巨人入りし大活躍した。これに対抗するため当時大洋軍の監督だった石本が、フォークボールのような握りのボールを教えてくれた。このボールのお陰で最多勝40勝出来た、とある[72]。人さし指と親指の間に挟んで、フォークを投げるように投げる、フォークより投げやすく、ひねりをかければカーブになり、真っ直ぐ投げればスーッと沈む。しかもフォークよりコントロールしやすく、打者からは握りがボールを放す瞬間まで分からない、という利点がある、初めて見る投げ方だった、とある[69]。1979年に野口が二度目の近鉄コーチとなり、フロリダのパイレーツキャンプに行った時、そのパイレーツのピッチングコーチが、石本に教えてもらったボールと同じ握り、投げ方のボールは、自分がメジャーリーグで初めて投げた投手だ、と言った。よくよく聞いてみるとこのコーチが投げた年より、自分が石本に教わった時の方が早かった。石本はどこでこのボールを知ったのか改めて思った、とある[69]。なお野口もコーチ時代に若い投手にこのボールを勧めたが、取り組む選手はいなかったとのこと[72]。
- 石本のあだ名は「とっつぁん小僧」といった。これは体型がずんぐりむっくりしていて、スタイルは垢抜けないが、向こう気が強くて審判に抗議のため、ベンチを飛び出して行く時、チョコチョコと走る姿に特徴があって付けられた。猛抗議で審判の判定が覆ることがよくあったという[72]。
- 選手の捻挫や筋肉痛に対して、「エントウ水」なる水に何か粉末を溶かしただけの湿布薬を信頼して使っていた。選手が試合中に捻挫をすると、このエントウ水を毎回ベンチに帰ってくるたびにかけた。その他、ニンニクや按摩を勧めたり、入隊で選手が次第に少なくなっていく中、選手の故障に気を配っていた[114]。
- どこでも煙草の灰をまき散らし、ユニフォームに下はいつも同じ毛糸の上下で、ストッキングを表裏逆に履く等、身なりは全く気にせず、顔は渋紙色で年季の入った漁師といった風情で、色の黒さは垢だと噂された。稀代の風呂嫌いで、ごく稀に風呂には入ったとしても石鹸とタオルは使わず。湯船に入ると体を湯船に押し当てて擦り、その後さっと出て入浴を済ませた。典型的なバンカラで、これらは数々の文献で取り上げられている[出典 105]。
- 広島市に原爆の投下された1945年8月6日は、広島市から北に30km、向原町に疎開中で、当日朝は畑で耕作中のため無傷で済んだ。
- 戦後は金策に奔走した石本だが、戦前のセネタースの頃はお金が有ったようで、試合で活躍した選手に賞金を出していたそうである。大きな財布を、ひもで首にかけ試合が終わるとすぐ、「〇〇君、はい」と名前を呼んで渡した。ヒット1本につき2円（当時はコーヒー1杯が15銭だった）、タイムリーヒットは1円プラス、という具合で、金の出どころは分からなかったが励みになった。こういうことは石本が初めてだろう、と前述の野口二郎の著書にも書かれている[71]。白石勝巳の著書の中には、広島カープで監督・助監督の関係になって遠征先の旅館で相部屋になると、寝る前にソロバンを弾き、株の計算をしていたという。三原脩からも株の話を聞いたことがあったそうだが、実際に株をやっていた野球人は石本くらいではないかという。
- 国民リーグの解散後、石本は金星リトル・スターズの監督になったとされるが、鈴木武樹著「批判的・日本プロ野球史」（1971年）の中に、東急フライヤーズが大映球団と合併して≪急映フライヤーズ≫になったほか、同じく経営難に陥っていた金星スターズも国民リーグに加盟していた大塚アスレチックスと合併している。急映、金星の2球団は、2チームの併合で一躍、大世帯になったため、連盟はこの年から≪準登録制度≫を設け、25名の登録選手以外の余剰選手を15名以内に限り、準登録選手として認めることにした。その結果、金星と急映は、それぞれ真野春美、石本秀一を監督に第二チーム≪金星リトル・スターズ≫と≪急映チック・フライヤーズ≫をそれぞれ編成し、帯同して地方巡業を行うことになった、とある[116]。金星リトル・スターズは急映・阪急の混成二軍チームと帯同して地方を巡業したとされ、これは二軍チームが一軍と別に興業を行った初めてのケースともいわれる。
- 広島初代監督時代は、試合中でも作戦そっちのけで金策の作戦を考えていたといい[35]、チームの強化は白石任せだった。チームは元々、広島県内の市が球団の資金を出すという約束のもとに発足したが、白石の話では公費が使われたのは創立の時だけで、結局その約束は果たされなかったという[103]。そこで、資金を集るため石本が発案したのが後援会の結成だった[出典 106]、石本は後援会による球団運営を考えていた。一時は後援会員が4万人ぐらいになり、会費一人年200円で、当時のお金で数千万円を集めて、創立3年目には小鶴誠、金山次郎、三村勲というスター選手獲得を始め、創成期のチームを支えた[103]。3年半は死にもの狂いで金策に駆けずりまわり、ほっと一息ついたのは1953年頃だったという[35]。この頃の逸話は多いが、小鶴らの後、銭村兄弟ら日系人選手を呼ぶのに「毛唐を呼ぶには金が要ります」と連呼したという。
- 高松一高の中西太に惚れ込み、中西の元へ足繁く通い、広島が地理的に近いこともあって広島入り決定寸前までいったといわれたが、高松刑務所で看守をしていた中西の長兄を口説くという作戦が功を奏した宇高勲と三原脩コンビに逆転され[117]、西鉄ライオンズへの入団が決まった。
- 西鉄は三原脩を三顧の礼で監督に迎えたにもかかわらず、優勝候補だった3年目の1953年も優勝出来ずBクラスに沈んだ。古手の選手を整理しても優勝させられない三原に地元ファンや福岡財界も激しく怒り、三原の「クビ」を迫った。西鉄首脳も「反・三原」を打ち出し「三原監督がバッテリーの経験がないため投手起用を失敗した」と専任のバッテリーコーチとして石本が招聘された。さらにチームの指揮権を三原から奪い、三原を含む幹部の話し合いで試合の運営を進めるという「合議制」の導入を三原に突き付けた。この条件を飲まなければ解雇されかねない状況まで三原は追い込まれていたが、石本は動きに「三原さんを辞めさせちゃ、イカン」「三原さんを辞めさせるぐらいなら、俺も辞める」と球団社長に進言したと西村貞朗は話している[118]。また、石本コーチ就任2年目の1955年に西鉄球団は、監督の最も重要な仕事というべき投手起用・運営を石本に全権委任させようとまでしたという[出典 107]。1952年までは日本にコーチ制度はなく、同年に巨人が初めてコーチ制度を設け[118]、それにヒントを得た西鉄が、アメリカ流の専門コーチを置くことを考え1953年に石本を招いた[118]。
- 指導も細かく特にボールの離し方をやかましく指摘。「あんたぁ、ボールをもう一寸（3.3 cm）前で離せ」「指先から離すとき、もっと力を入れにゃあ」と繰り返す（セリフは河村英文の著書原文のまま）。しかし教えられた通りに出来ない投手陣に業を煮やした石本は、ある日大学ノートを持参して捕手の後方に立ち、1球ごとに何かを記入し始めた。「ミーティングでボロクソに言うつもりだろう」「あのノートを三原さんに見せるつもりかも知れない」と、それぞれ勝手な解釈をした投手陣は自分から努力するようになった。ある日、河村英文は石本の部屋に呼ばれリリーフ転向を頼まれた。リリーフ投手の難しさを長くレクチャーされた後、石本がトイレに立った隙に大学ノートをめくると全部白紙だった。そこへ石本が入って来て「あんた、そのノート見たろう?」「このことはだれにも喋っちゃいけんで。あんたが黙っておってくれたら、悪いようにはせんからのう。頼むぞ」と言われ、悪知恵の働く河村は「わかっております」と意味ありげに笑って見せた。この事件以来、河村は石本のことを"私の後援会長"と呼び何かと石本に目をかけてもらい、人よりたくさん起用され、じゃんじゃん稼がせてもらったという[120]。
- 1954年の西鉄初優勝に貢献したが、日本シリーズでは中日・杉下茂の快投に敗れた。この年秋、西鉄に入団した和田博実は、三原の指示ですぐ広島に赴いた[121]。石本は広島の自宅に鵜狩道夫、有吉洋雅らを泊めて指導を行い、和田は石本の家の前の道路で捕手の練習を行った[出典 108]。
- 判定の辛い二出川延明とは反りが合わず、ついに怒りを爆発させ「おどりゃカバチたれるな。お前が日本で一番下手クソじゃ」「あんたには抗議権がない。僕がボールと言ったらボールなんです」と怒鳴り合いになった。形勢が不利になり、ベンチのムードは暗くなった時に、先頭に立って野次を浴びせるのが石本で、石本のユーモラスな広島弁の野次に選手は気分がほぐされ、チーム一致団結を見せた[123]。
- 島原幸雄はノーコンで、おまけに西鉄で一番気が弱く石本はしびれを切らし「わしが2年間教えてきたが、あんたは何も覚えとらん。野球やめて田舎へ帰って百姓でもせんかのう。なんぼ投げても一緒、キャッチャーがかわいそうじゃ」と怒りを爆発。これには島原も本気で怒り「くそッ」と、いつもならオーバースローなのにヤケクソでアンダースローで投げると素晴らしいボールが外角低めに見事に決まり「あんたぁ、あの球じゃ。いまからアンダースローで投げんさい。げんに（本当に）ええボールよのう」と石本は褒め、島原はアンダースローに変えた。この1955年で、石本は三原との意見の食い違いが大きくなったこともあって退団するが、翌1956年に島原は躍進を遂げ、さらにルーキー・稲尾和久の活躍で、河村、西村貞朗らで組むピッチングスタッフは投手大国の幕開けと言われ、同年から日本シリーズ3連覇の原動力となった[94]。西鉄黄金時代は稲尾以外は、強力打線で語られることが多いが、投手大国を築いたのは石本だった[出典 109]。
- 広島の監督になっても、石本のもとに濃人渉、藤村富美男、鶴岡一人ら他球団の主力選手や首脳陣がよく自宅を訪問し、指導を乞うた。また、石本は弱小球団であった広島と強豪の南海ホークスとのオープン戦をよく組んだ。南海監督の鶴岡は広島商業の後輩であったので、先輩の指示に従ったのであるが、広島の選手たちは石本の人脈の凄さに感心するばかりであった。
- 石本の弟子として高校野球界に多大な功績を残した人物に稲垣人司がいる[124]。稲垣は大東文化大学硬式野球部2代目監督、県立広島工業コーチ、創価高校監督、桐光学園監督、福岡第一高校臨時コーチ、花咲徳栄高校監督を歴任し[124]、この間、栗山英樹、小野和義、片岡光宏、品田操士、阿久根鋼吉、神田大介、前田幸長、岩井隆らを育てた[124]。稲垣は野球教室の冒頭に「今からみなさんが勉強する野球は、石本秀一という野球人についてです」と話してから講義を行ったといわれる[124]。
- NHK広島放送局製作のドキュメンタリードラマ『シリーズ被爆70年 ヒロシマ 復興を支えた市民たち 第1回「鯉昇れ、焦土の空へ」』（2015年2月7日放送）では、イッセー尾形が石本役を演じている[5]。

## 詳細情報

### 通算監督成績
- 1115試合 528勝 553敗 34分 勝率.488

### 表彰
- 野球殿堂競技者表彰（1972年）

### 背番号
- 30（1936年 - 1943年、1947年 - 1953年、1961年 - 1962年）
- 55（1954年 - 1955年）
- 60（1966年）

## 演じた俳優
- 佃典彦 - 「1942年のプレイボール」（NHK総合「土曜ドラマスペシャル」、2017年8月12日[125]）
- イッセー尾形 - 「シリーズ被爆70年 ヒロシマ 復興 を支えた市民たち 第1回 鯉昇れ、焦土の空へ」(2014年9月26日、NHK広島)